# Монета претендента

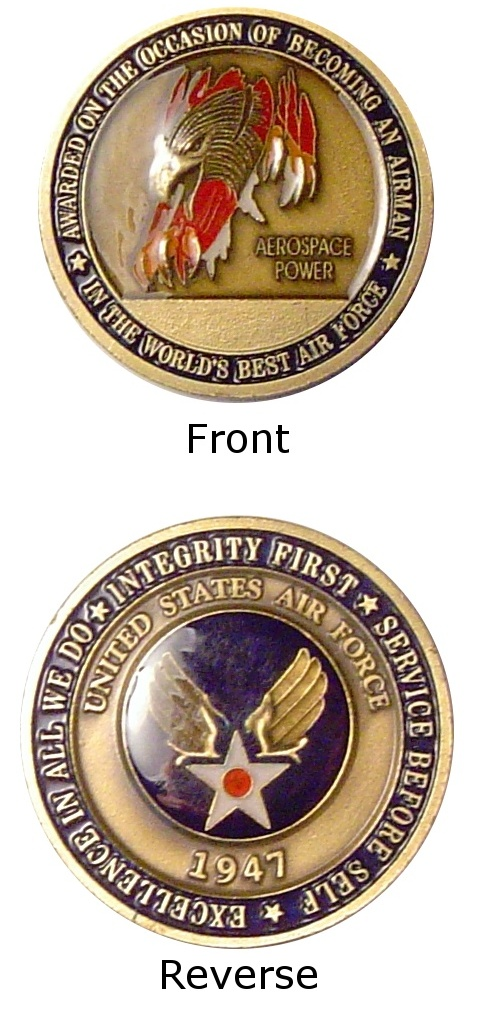
Медальйон ВПС США

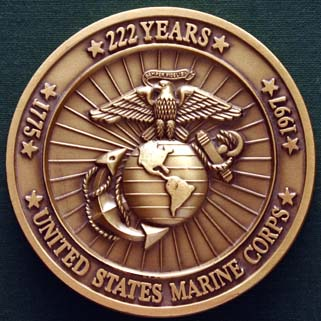
Медальйон морської піхоти США

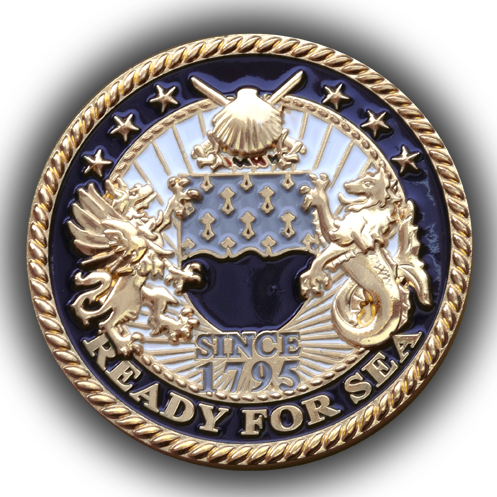
Медальйон Військово-морський корпус США (аверс)

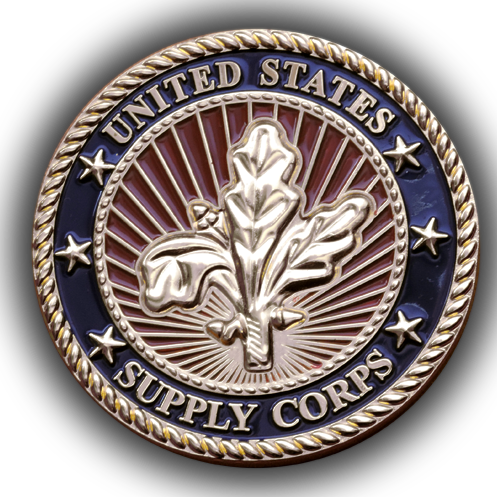
Медальйон Військово-морського корпусу США (реверс)

Медальйон претендента, медальйон залучення, медальйон вабливості, медальйон-виклик, монета залучення, виклична монета, монета претендента (англ. challenge coin) — різновид неформального значка, медальйон або монета, що несе знак чи емблему військової організації, що мають окремі члени організації на доказ визнання військового братерства. Традиційно цим медальйоном надається доказ причетності до військової спільноти, військової частини і є ознакою підвищеного морального стану організації та є інструментом підтримки моралі в колективі. Вони збираються членами організації у приватну колекцію. Для солдатів спецпідрозділу це пам'ятний значок. На практиці вони вручаються при рукостисканні представником окремого військового колективу, котрі за іншою особою визнають особливе досягнення перед підрозділом. Військовики також обмінюються такими знаками на визнання візиту до військової організації. Зазвичай носять у кишені військової уніформи, не є медаллю для використання поверх уніформи.

## Історія
У Римській імперії нагороджували солдатів надаючи їм монети, як визнання їх досягнення у військовій справі.
Такі монети також були відомі як «медалі портрету» в епоху Відродження і часто використовувалися для відзначення конкретних подій, пов'язаних з королями, дворянством або іншими видатними особами. Медальйони віддавалися як подарунки чи нагороди, коли люди обмінювалися ними з друзями та сподвижниками. Найбільш розповсюджений формат полягав у тому, щоб одна сторона зобразила свого патрона, а інша — щось, що представляє сім'ю, маєток, походження, герб та печатку цієї особи.
Згідно з найпоширенішою історією, монета-виклик виникла під час Першої світової війни. Перед вступом США у війну 1917 року американські добровольці з усіх куточків країни наповнили новостворені летунські ескадри. Деякі з них були заможними нащадками, які навчалися у вишах (Єльський, Гарвардський університети), котрі приєдналися до тої війни. І в одній ескадрі лейтенант замовляв медальйони, що карбували з бронзи, і подарував їх своєму підрозділу. Один молодий пілот розмістив медальйон у маленькій шкіряній обгортці, яку він носив на шиї. Невдовзі після придбання медальйону його літак був пошкоджений під час бою, і він змушений був висадитися у тилу ворога, де був захоплений німецьким патрулем. Щоби унеможливити спробу його втечі, німці відібрали в нього все за винятком невеликого медальйону у шкіряній обгортці на шиї. Його відвезли до невеликого французького містечка біля фронту. Скориставшись бомбардуванням у ночі він втік. Йому вдалося уникнути німецьких патрулів, надягнувши цивільне вбрання і так він вийшовши на лінію фронту. Він перетнув лінію розмежування, натрапив на французький форпост. Диверсанти переслідували французів у цьому секторі та маскувалися під цивільних осіб й носили цивільний одяг. Не визнаючи американського акценту пілота, французи вважали його диверсантом плануючи страту. Він не мав ідентифікуючого його особу документального посвідчення, щоб довести свою приналежність до армії США, але він мав шкіряний мішечок на шиї з медальйоном. Він показав медальйон своїм потенційним катам, і один з тих французів визнав приналежність медальйону до ескадрильї, тому було затримано страту, щоби ідентифікувати повністю його особу, і вони дали йому пляшку вина.
Повернувшись до своєї ескадри — підтримав традицію, щоби всі військові носили свій медальйон (монету) в усі часи. Це було впроваджено таким чином: претендент просив у іншого показати медальйон в військовій спільноті, якщо інший не зміг виготовити медальйон, то він повинен був купити медальйон у того, хто йому кинув виклик: «Покажи!». Якщо учасник «виклику монет» не виготовив медальйон, то повинен був заплатити за напій на користь того, хто мав такий медальйон. Ця традиція продовжувалася протягом всієї війни і протягом багатьох років після війни серед виживших членів ескадри.
«Виклик монет» згадувався також у епоху А. Гітлера (1933—1945 рр.), коли використовувався персоналом Управлінням стратегічної служби, яка була розгорнута у нацистській Франції. Джим Харінгтон запропонував подібне у клубі молодших офіцерів 107-го піхотного підрозділу. Монети були просто місцевим виробом, що використовувався як «добросовісний» знак під час особистої зустрічі, щоби допомогти перевірити особистість особи. Там враховувалися конкретні деталі, такі як тип монети, дата монети і т. ін., які були визнані кожною стороною вручення для таємного рукостискання, під час якого передавалася монета з долоні у долоню. Це допомагало запобігти проникненню на засідання шпигунів, які могли би знати про час і місце зустрічі, а також про те, яка монета повинна бути представлена як пароль, серед інших сигналів, як добросовісний символ заслуговуючий на довіру.
Хоча ряд легенд поширюють «виклик монет» у епоху післякорейського військового конфлікту (деякі навіть пізніше, як під час війни у В'єтнамі), або навіть пізніше, у полковника Вільяма Куіна (на прізвисько «Буфало Біл») були монети для тих, хто служив у його 17-му піхотному полку протягом 1950 і 1951 років.
Полковник Верн Грін, командувач 10-ї групи спеціальних сил США, підтримав цю традицію. У 1969 р. у нього була спеціальна монета, на яку було нанесено емблему й девіз. До 1980-х років його підрозділ був єдиним підрозділом з традиційним медальйоном.
Є ще одна історія про американського солдата, який запланував побачення з філіппінськими партизанами під час Другої світової війни. Він носив філіппінську срібну монету, що була карбована на одній стороні з емблемою. Монета використовувалася для перевірки філіппінськими партизанами, що військовослужбовець був їхньою дійсною контактною особою для місії проти японців.
Традиція медальйону поширилася на інші військові підрозділи, у всіх галузях служби, і навіть на невійськові організації, а також на Конгрес Сполучених Штатів, який почав виробляти такі монети для членів Конгресу, щоби давати особливим виборцям. Сьогодні монета-виклик надається членам спільноти при приєднанні до організації, як заохочуюча нагорода для поліпшення морального стану, вручається в ознаменування особливих випадків або для акцій зі збору коштів на благодійність. У військово-повітряних силах інструктори з військової підготовки нагороджують монетою-викликом нових військовослужбовців після завершення основної військової підготовки у військово-повітряних силах Сполучених Штатів і нових офіцерів після закінчення Школи підготовки офіцерів ВПС.

## Матеріал
Для виготовлення використовували й використовують метал від олова до срібла, золота. Використовувалося для нанесення зображень патина, нікель, цинк, латунь, мідь, бронза; м'яка або тверда емаль, друкована вставка з епоксидним покриттям із додаванням кольору (епоксиди часто є більш стійкими до подряпин, ніж металеві поверхні).

## Вартість
Викличні монети є помірно не коштовні для проектування й виробництва. Існують два основних процеси, за допомогою яких можна їх виготовити: лиття з цинкового сплаву або бронзи.
Виробники й замовники надають перевагу виливкам з цинкових сплавів для низької вартості. Цинкове лиття дає гнучкість у дизайні. У той час як монета з бронзи або латуні дорожче, але врешті це надає нумізматичну якість продукції.
Станом на 2010 р. такі медальйони вироблені в Китаї та Південній Кореї зазвичай коштують у межах 2,5 — 7 дол. за монету, залежно від виробничого процесу та складності дизайну, лазерного гравірування, емалей, пустот тощо. Вартість у межах 50—300 доларів США залежить від складності зображення й підбору матеріалу.
Для того, щоб бути конкурентоспроможними, більшість північноамериканських компаній, що пропонують монети, покладаються на наявність продукту, що випускається в офшорних зонах. У Південній Кореї виготовляють багато монет, оскільки зв'язок з американськими військовими базами там сильний, а витрати коштують дешевше, ніж у США.

## Розмір
Традиційно розмір має бути не більше долоні, ховатися в долоні. Це від 3,8 см до 7,6 см (від 1,5 до 3 дюймів), в залежності від дизайну (форма, насичення геральдичними знаками, розмір тексту гасла). Воно може мати для практичного застосування місце для відкривання пляшок як сувенір (не офіційний медальйон), мати кулясту форму, овалу, шеврону або навіть ромбу.

## Залучення медальйоном

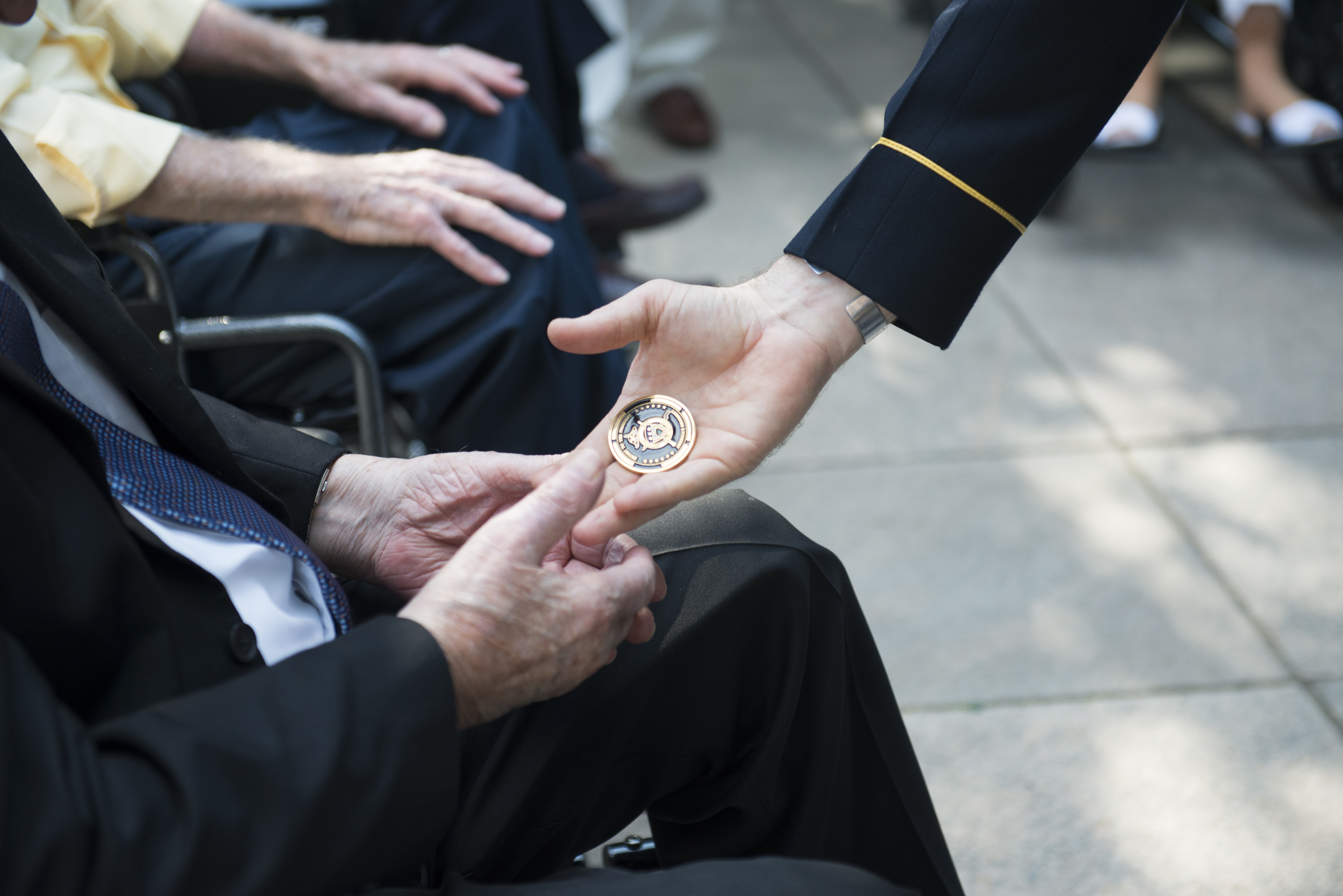

Існують конкретні правила передачі такого медальйону. Він передається одним військовослужбовцем іншому військовослужбовцю приховано на долоні руки. Супроводжується твердим рукостисканням, щоби солдат (матрос), який отримує його, усвідомлював і відчував метал на шкірі долоні його руки під час його товариського вручення. При цьому висловлюється коротка інформація про причину присудження монети та трохи рукостискання похиляється тим, хто вручає (рука отримувача з низу опиняється так, щоби медальйон лежав в його долоні після розжимання руки вручаючої особи, розриву рукостискання).
Вручення даного медальйону для носіння в кишені уніформи може бути у випадку відсутності можливості надати офіційну нагороду на уніформу. Правила залучення медальйоном у спільноту не завжди формалізовані й можуть відрізнятися в різних організаціях. У деяких військових колективах вручення своїх медальйонів ініціюються лише між своїми, а між членами різних організацій не рекомендується.
Ця традиція вручення з метою залучення у спільноту має «акт оскарження» (права на носіння й використання медальйону), що також називається «перевірка монети», і зазвичай голосно оголошується. Також є звичай, коли один військовик кладе свою монету на стіл у кав'ярні або барної стійки звертаючи увагу оточення побратимів військової спільноти (бува випадково кинута виклична монета вважається навмисним викликом для всіх присутніх) на оскарження тих, хто не має такого медальйону. І цим заявляє про потребу негайно виготовити собі монету своєї організації. І кожен, хто цього не зробить, повинен купувати напій для тих всіх, хто має такий медальйон (при умові — більшості носіїв такого медальйону у військовому колективі). Однак, якщо кожен, хто є одним носієм медальйону-виклику у військовому підрозділі (отримав чи виготовив таку монету) повинен купити напої для всієї групи військовиків, котрі не мають подібного медальйону.
Варіанти правил передбачають наступне: Якщо хтось може вкрасти медальйон-виклик у військовослужбовця, тоді кожен у групі військовиків повинен придбати напій для цієї людини. Також, під час виклику (звертання уваги) кожен у групі повинен придбати напій для власника найвищого медальйону за авторитетом (рангом). Ранг таких монет визначається рангом вручавшої особи. Наприклад, монета, дарована адміралом випереджує монету, представлену віце-адміралом, тоді як обидві монети випередити можуть монету представлену капітаном I рангу. Деякі підрозділи надають строгі часові обмеження для реагування на виклик.
Такі медальйони традиційно неприйнятні для носіння на пряжках або брелоках. Тим не менш, може носиться навколо шиї як жетон, поруч з ідентифікаційним жетоном військовослужбовця. Правила включають заборону на пошкодження медальйону з метою полегшення носіння: Прикріплення до пряжки ременя або брелока для ключів, або якщо в ньому був просвердлений отвір, щоби прикріпити до шнура: через що вже більше не підпадає під право презентації медальйону.

## Польща
У Польщі вперше такий медальйон був викарбуваний в 1998 р. генералом броні Генріком Шумським, тодішнім начальником Генерального штабу польської армії.

## Швейцарія
Традиція «монетних викликів» була запроваджена американськими офіцерами у швейцарських Збройних Силах на навчальні місії та виконанні інших завдань для Організації з безпеки та співробітництва в Європі, членом якої є Швейцарія. Такі медальйони не видавалися, але замовлялися у виробника й оплачувалися швейцарськими офіцерами різних гілок армії.

## Британія
Офіцери Великої Британії обмінювалися такими монетами з військовими американських підрозділів і формувань в останні десятиліття під час зустрічей з середини 2000-х років. Такі медальйони мають Спеціальна авіаційна служба, Королівські інженерні підрозділи. Британські військово-медичні відділи підтримали цю традицію працюючи з американськими підрозділами в Іраку й Афганістані. Департамент військової анестезії та критичної мед.допомоги вручає таку монету з 2006 року.

## Австралія та Нова Зеландія
Такі монети використовувалися різними політичними лідерами Австралії та Нової Зеландії для престижу, старшими офіцерами та сержантами під впливом презентацій американського військового персоналу. У Новій Зеландії медальйони-виклики існують від 1941 року

## Канада
Першими впровадили традицію таких медальйонів в Збройних Силах Канади у Повітряно-десантному полку. Незважаючи на концептуалізацію на початку 1970-х років, медальйон не був офіційно прийнятий, поки полк не повернувся з виконання завдання у Кіпрі в 1974 році.
Було широко впроваджене генералом канадської армії Ріком Хілером, після тісної співпраці канадської армії з американськими військовиками. Багато хто став купувати «монети-виклику», але більшість військових канадців стала використовувати цю традицію для презентаційних цілей. Так перший медальйон належав 427-й авіаційній ескадрильї спеціального призначення. Ще у Другій світовій війні 427-а ескадрилья запозичила символ лева від кіностудії «Metro-Goldwyn-Mayer» для свого зображення. Під час церемонії, що відбулася 27 травня 1943 р. ескадрилья була представлена бронзовою статуетка лева одночасно із медальйоном для членів ескадри. Ці монети надавали вільний доступ до театрів «MGM» у Британії і користувалися популярністю як у авіаційних екіпажів. У 1982 р. цей звичаї було введено повторно підполковником Х'ю Кунігамом, потім командувачем ескадри. З тих пір вона широко розповсюджена в рамках спільноти тактичної авіації.
Кожен новий курсант у Королівському військовому коледжі Канади в Кінгстоні в Онтаріо, після закінчення періоду першого року вишколу одержує «монету-виклик». На монеті вигравірувана назва коледжу французькою та англійською мовами, що оточує герб коледжу на аверсі. Зображення номера коледжу та меморіальна арка знаходиться на зворотному боці (реверсі), що оточене девізом на обох мовах.
Члени Корпусу Королівських канадських інженерів-електриків та механіків випускають теперішні медальйони з номером членського відділення учасника на лицьовій стороні, а також оригінальне зображення попереднього об'єднання та напису девізу філії на звороті. Як правило, вони видаються майстрам в Канадській військовій школі електротехніки та механіки в Борден (Онтаріо), де вперше пропонується членство у військово-технічній спільноті.
Медальйон від Командування канадськими військами спеціальних операцій відрізняється своїми проколотими ділянками.
Багато навчальних центрів та штатних коледжів мають унікальні медальйони — деякі з них доступні для студентів, інші — тільки за умови подання установою або комендантом за зразкове досягнення під час відвідування навчального закладу. Генерал Волтер Натинчик, коли він був начальником канадського штабу оборони, і головний старшина канадських військ, часто вручали свої персоналізовані медальйони найбільш гідним солдатам.
Поліція, виправні, охоронні та пожежні підрозділи прийняли цю концепцію використання медальйонів як чудовий засіб побудови команди та створення почуття братерства або приналежності до професійної спільноти.

## Україна
В Україні впроваджена ця традиція з реформою сержантського корпусу в ЗСУ. Оскільки раніше існували такі монети, але вручали (і вручають) їх у футлярах як відомчі сувеніри на ювілеї.
З 2019 року дану традицію Challenge Coin розпочала впроваджувати в секторі безпеці ветеранська компанія Alex Tymanov Group. За 1 рік вони розробили для понад 30 підрозділів, посадових осіб ЗСУ, МВС, СБУ, РНБО, ДПСУ. Саме цей факт засвідчує, що традиція Challenge Coin в Україні існує.